# Les Infortunes d'un explorateur
 (juillet 2025).
Pour plus de détails, voir Fiche technique et Distribution.
Les Infortunes d'un explorateur est un film français réalisé par Georges Méliès sorti en 1900, au début du cinéma muet. 
Ce film est parfois nommé Les Infortunes d'un explorateur ou les momies récalcitrantes. Seul nous reste du film un fragment d'environ 15 secondes.

## Synopsis
Un explorateur découvre un sarcophage égyptien, mais celui-ci n'est pas vide.